# Casa al carrer de l'Abadia, 3 (l'Espluga de Francolí)
La Casa al carrer de l'Abadia, 3 és una obra noucentista de l'Espluga de Francolí (Conca de Barberà) inclosa a l'Inventari del Patrimoni Arquitectònic de Catalunya.

## Descripció
Casa de planta i tres pisos. Per l'austeritat dels materials (arrebossat i rajoles) i la pràctica manca d'elements decoratius i la forma octogonal de la tribuna, aquest edifici podria ser construït a mitjans dels anys 30 del segle xx. Possiblement és l'únic edifici d'aquestes característiques en la vila.